# Пігута Дмитро Андрійович
Дмитро Андрійович Пігута (5 листопада 1872, м. Тернопіль, нині Україна — грудень 1947, м. Чортків, нині Україна) — український педагог, громадський діяч.

## Життєпис
Дмитро Пігута народився 5 листопада 1872 у місті Тернополі.
Закінчив Тернопільську вчительську семінарію, Львівський університет (нині національний університет). Працював у Чорткові в школі, приватній українській гімназії, державній чоловічій школі (1909—1929), керівник української гімназії (1929—1934).
Діяльний у громадському і культурно-освітньому житті міста й повіту.

## Пам'ять
Іменем Дмитра Пігути названа вулиця у Чорткові.